# Fjarðabyggð

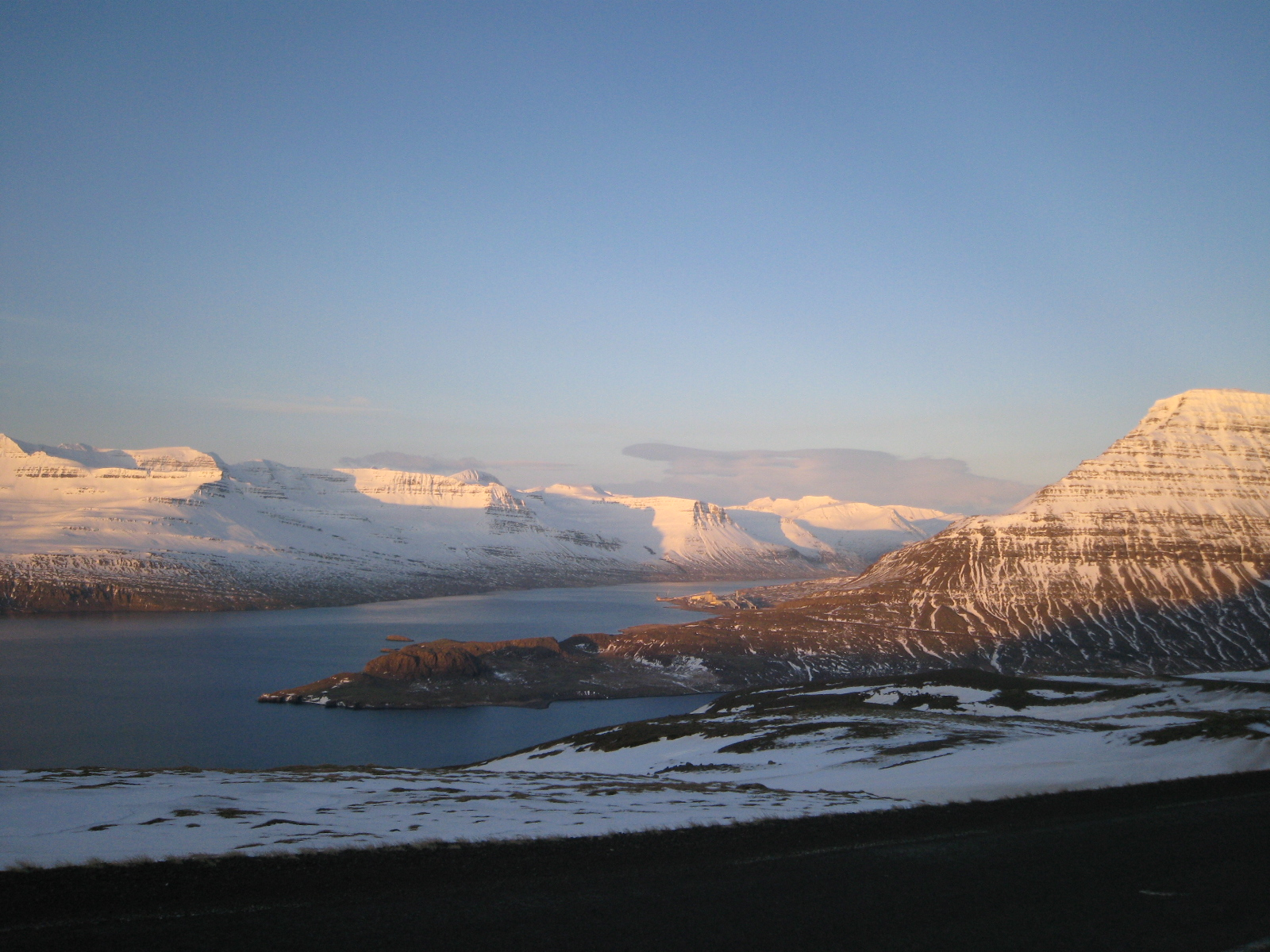
Reyðarfjörður

Die Gemeinde Fjarðabyggð [ˈfjarðapɪɣð] ist eine isländische Gemeinde in der Region Austurland in Ostisland. Am 1. Januar 2023 hatte sie 5262 Einwohner.

## Entstehung
Fjarðabyggð wurde am 7. Juni 1998 aus den folgenden drei Gemeinden gebildet: der Stadt Neskaupstaður mit der 1994 eingemeindeten Landgemeinde Norðfjörður (Norðfjarðarhreppur); der Stadt Eskifjörður (isl. Eskifjarðarkaupstaður) mit der 1988 eingemeindeten Landgemeinde Helgustaðir (Helgustaðahreppur) und der Landgemeinde Reyðarfjörður (isl. Reyðarfjarðarhreppur).
Am 9. Juni 2006 schlossen sich weitere drei Gemeinden an: die Gemeinde Austurbyggð mit 859 Einwohnern (2005), ihrerseits am 1. Oktober 2003 durch Zusammenschluss der bisherigen Landgemeinden Búðir (Búðahreppur) und Stöðvarfjörður (Stöðvarhreppur) gebildet; die Landgemeinde Fáskrúðsfjörður (isl. Fáskrúðsfjarðarhreppur) mit 48 Einwohnern (2005) (nicht zu verwechseln mit dem gleichnamigen Dorf, das jetzt zur gleichen Großgemeinde gehört) sowie die Landgemeinde Mjóifjörður (isl. Mjóafjarðarhreppur) mit 42 Einwohnern (2005).

## Orte
Die größten Siedlungen der Gemeinde sind Reyðarfjörður (1393 Einwohner), Neskaupstaður (1469 Einwohner) und Eskifjörður (1085 Einwohner), kleinere Siedlungen hingegen Fáskrúðsfjörður (768Einwohner) und Stöðvarfjörður (192 Einwohner), Stand: 1. Januar 2023. 

## Einwohnerentwicklung
| Während des Baus der Aluminiumhütte bei Reyðarfjörður hatte die Gemeinde nahezu eine Bevölkerungswachstumsexplosion durch die vielen ausländischen Gastarbeiter zu verzeichnen. Inzwischen haben sich die Einwohnerzahlen wieder auf einem niedrigeren Wert stabilisiert. |                                          |                     |                        |                   |                          |                         |                      |
| Datum (1. Dez.) | Einwohner der                            | Einwohner der       | Einwohner der          | Einwohner der     | Einwohner der            | Einwohner der           | Einwohner der        |
| Datum (1. Dez.) | Gemeinde Fjarðabyggð (Gebietsstand 2006) | Stadt Neskaupstaður | Siedlung Reyðarfjörður | Stadt Eskifjörður | Siedlung Fáskrúðsfjörður | Siedlung Stöðvarfjörður | Siedlung Mjóifjörður |
| 1997 | 4370                                     | 1539                | 0737                   | 1009              | 0660                     | 0296                    |                      |
| 2003 | 4075                                     | 1407                | 0669                   | 0965              | 0589                     | 0270                    |                      |
| 2004 | 4137                                     | 1406                | 0692                   | 0968              | 0599                     | 0263                    |                      |
| 2005 | 4844                                     | 1404                | 1414                   | 1012              | 0623                     | 0236                    |                      |
| 2006 | 5705                                     | 1400                | 2238                   | 1068              | 0611                     | 0231                    |                      |
| 2009 | 5262                                     | 1469                | 1393                   | 01085             | 0768                     | 0192                    |                      |
| 2010 | 4632                                     | 1507                | 1105                   | 1056              | 0708                     | 0222                    | 034                  |

## Ehemalige Gemeinden
|                                    | Fjarðabyggð               | Mjóifjörður | Fáskrúðsfjörður | Austurbyggð             |
| ---------------------------------- | ------------------------- | ----------- | --------------- | ----------------------- |
| Gemeindenummer:                    | 7300                      | 7605        | 7610            | 7619                    |
| Fläche in km²:                     | 628                       | 194         | 244             | 98                      |
| Einwohnerzahl am 1. Dez. 1997:     | 3.333 (Gebietsstand 1998) | 27          | 84              | 926 (Gebietsstand 2003) |
| Einwohnerzahl am 1. Dez. 2003:     | 3.100 (Gebietsstand 1998) | 37          | 55              | 853                     |
| Einwohnerzahl am 1. Dez. 2004:     | 3.175 (Gebietsstand 1998) | 38          | 51              | 873                     |
| Einwohnerzahl am 1. Dez. 2005:     | 3.895 (Gebietsstand 1998) | 42          | 48              | 859                     |
| Bevölkerungsveränderung 1997–2003: | −7 %                      | +37 %       | −35 %           | −8 %                    |
| Bevölkerungsveränderung 2003–2005: | +26 %                     | +14 %       | −13 %           | +1 %                    |

## Städtepartnerschaft
- Jyväskylä, Finnland

## Söhne und Töchter der Gemeinde
- Vilhjálmur Einarsson (* 1934 in Reyðarfjörður; † 2019), Leichtathlet
- Gerður Helgadóttir (1928–1975), Glasmalerin, Bildhauerin

### Sachbücher
- Nelson Cazeils: Pêcheurs d’Islande. Éditions Ouest-France, 2005 (Zu den französischen Islandfischern, französisch)

### Belletristik

#### Zu den Islandfischern
- Pierre Loti: Pêcheur d’Islande. (1886; dt. Die Islandfischer)